# Cerro Alto Apure
El Cerro Alto Apure es un pico de montaña ubicado al norte de la Sierra de Santo Domingo en el Estado Barinas, Venezuela. A una altitud de 2.504 m s. n. m. el Cerro Alto Apure es una de las montañas más altas de Barinas. Cerro Alto Apure es parte de una extensión del parque nacional Sierra Nevada límite entre Barinas y el estado Mérida.

## Geografía
El Cerro Alto Apure está ubicado en un exclusivo punto natural rodeado de altas montañas y del páramo andino por todas sus coordenadas. 
- Por su costado sur, las prominentes montañas del Filo Los Negros hasta el Filo San José a nivel del Cerro El Atravesado;
- Al oeste, el extenso páramo de Santo Domingo y su imponente Pico Granate;
- En su falda este, Guayabal hasta la ciudad de Barinitas;
- Al norte, el corazón de la Sierra de Santo Domingo.

En sus alrededores hay numerosas lagunas de origen periglaciar y quebradas, entre ellas quebrada El Volcán y Los Muchachos hacia el Norte y la quebrada El Perdido en su falda oeste.